# Kuppenheim
Kuppenheim är en stad i Landkreis Rastatt i regionen Mittlerer Oberrhein i Regierungsbezirk Karlsruhe i förbundslandet Baden-Württemberg i Tyskland.
Staden ingår i kommunalförbundet Bischweier-Kuppenheim tillsammans med kommunen Bischweier.